# Gangwang
Gangwang (kinesiska: 岗王, 岗王乡) är en socken i Kina. Den ligger i provinsen Henan, i den centrala delen av landet, omkring 160 kilometer sydost om provinshuvudstaden Zhengzhou. Antalet invånare är 41 900. Befolkningen består av 21 592 kvinnor och 20 308 män. Barn under 15 år utgör 22,0 %, vuxna 15-64 år 66 %, och äldre över 65 år 10,0 %.
Genomsnittlig årsnederbörd är 879 millimeter. Den regnigaste månaden är juli, med i genomsnitt 185 mm nederbörd, och den torraste är januari, med 6 mm nederbörd.